# 20008 Adacarrera
20008 Adacarrera este o planetă minoră (asteroid), cu un diametru de 5,57 km, din centura de asteroizi. A fost descoperită pe 4 iulie 1991 la Observatorul La Silla de Henri Debehogne. 
Obiectul prezintă o orbită caracterizată de o semiaxă mare de 2,5645241 UAi, o excentricitate de 0,2, o înclinație de 11,46189 ° în raport cu ecliptica.